# Fenton Robinson
Fenton Robinson (Greenwood, 1935. szeptember 23. – Rockford, 1997. november 25.) amerikai blues énekes, Chicago blues gitáros. 2023-ban beiktatták a Blues Hall of Fame tagjai közé.

## Pályafutása
A Mississippi állambeli Greenwood közelében született. Tizenhat évesen Memphisbe költözött. 1957-ben ott vették  első kislemezét, a Tennessee Womant. 1959-ben pedig ott rögzítették először az As the Years Go Passing by című dalát, amelyet később többször is feldolgoztak.
1962-ben Robinson Chicagóba költözött. 1967-ben felvette a Somebody Loan Me a Dime-t, amely ikonjává vált. A darab blues-standard lett, és sok blueszenész repertoárján szerepel. Robinson rátette a dalt a kritikusok által elismert 1974-es Somebody Loan Me a Dime albumára is. A következő albumáért (I Hear Some Blues Downstairs, (1977) Robinsont Grammy-díjra jelölték.
Az 1970-es években Robinson egy autóbalesettel összefüggésben emberölés vádjával miatt börtönbe került. Kilenc hónap után szabadult, és ismét Chicagóban kezdett klubokban játszani.
Robinson agydaganatban halt meg az illinoisi Rockfordban 1997-ben.

## Albumok
- 1972: Monday Morning Boogie & Blues
- 1974: Somebody Loan Me a Dime
- 1977: I Hear Some Blues Downstairs
- 1979: Getaway
- 1984: Nightflight
- 1984: Blues in Progress
- 1989: Special Road
- (?): Fenton Robinson & Larry Davis

## Díjak
- 1979: Grammy-díj – jelölt volt a „I Hear Some Blues Downstairs” c. dal.
- 2023: Blues Hall of Fame